# 4.ª División (Ejército Popular de la República)
La 4.ª División fue una de las divisiones del Ejército Popular de la República que se organizaron durante la guerra civil española sobre la base de las Brigadas Mixtas. Estuvo desplegada en el frente de Madrid.

## Historial
La unidad fue creada el 31 de diciembre de 1936 en el seno del Cuerpo de Ejército de Madrid. El mayor de milicias Juan Modesto fue designado comandante de la 4.ª División, mientras que el comandante Federico de la Iglesia Navarro ocupó la jefatura de Estado Mayor y Luis Delage fue nombrado comisario político.
Tomó parte en la Tercera batalla de la carretera de La Coruña, durante la cual la 4.ª División recibió el grueso de la ofensiva emprendida por la División reforzada de Madrid —mandada por el general Luis Orgaz—. El 22 de enero de 1937 Modesto asumió el mando de la Agrupación «Modesto», formación en la que se integró la división. Algunas de sus unidades tomaron parte en la batalla del Jarama, en febrero de 1937. Posteriormente la 4.ª División sería asignada al II Cuerpo de Ejército.
Durante el resto de la contienda no tomó parte en operaciones de relevancia.

## Mandos
Comandantes
- mayor de milicias Juan Guilloto León;[8]
- teniente coronel Emilio Bueno Núñez del Prado;[9]
- teniente coronel Emeterio Jarillo;

Comisarios
- Daniel Pool Gómez, del PCE;[10]
- Eladio López Poveda, del PCE;[11]

## Orden de batalla
| Fecha                   | Cuerpo de Ejército adscrito  | Brigadas Mixtas integradas         | Frente de batalla |
| ----------------------- | ---------------------------- | ---------------------------------- | ----------------- |
| 31 de diciembre de 1936 | Cuerpo de Ejército de Madrid | 1.ª, 36.ª y 41.ª                   | Madrid            |
| Febrero-marzo de 1937   | Agrupación «Modesto»         | 41.ª, 36.ª, 67.ª, «E», 19.ª y 21.ª | Jarama            |
| Junio de 1937           | II Cuerpo de Ejército        | 36.ª, 41.ª y 57.ª                  | Madrid            |
| Abril-mayo de 1938      | II Cuerpo de Ejército        | 41.ª, 67.ª y 152.ª                 | Madrid            |